# Dunedinia

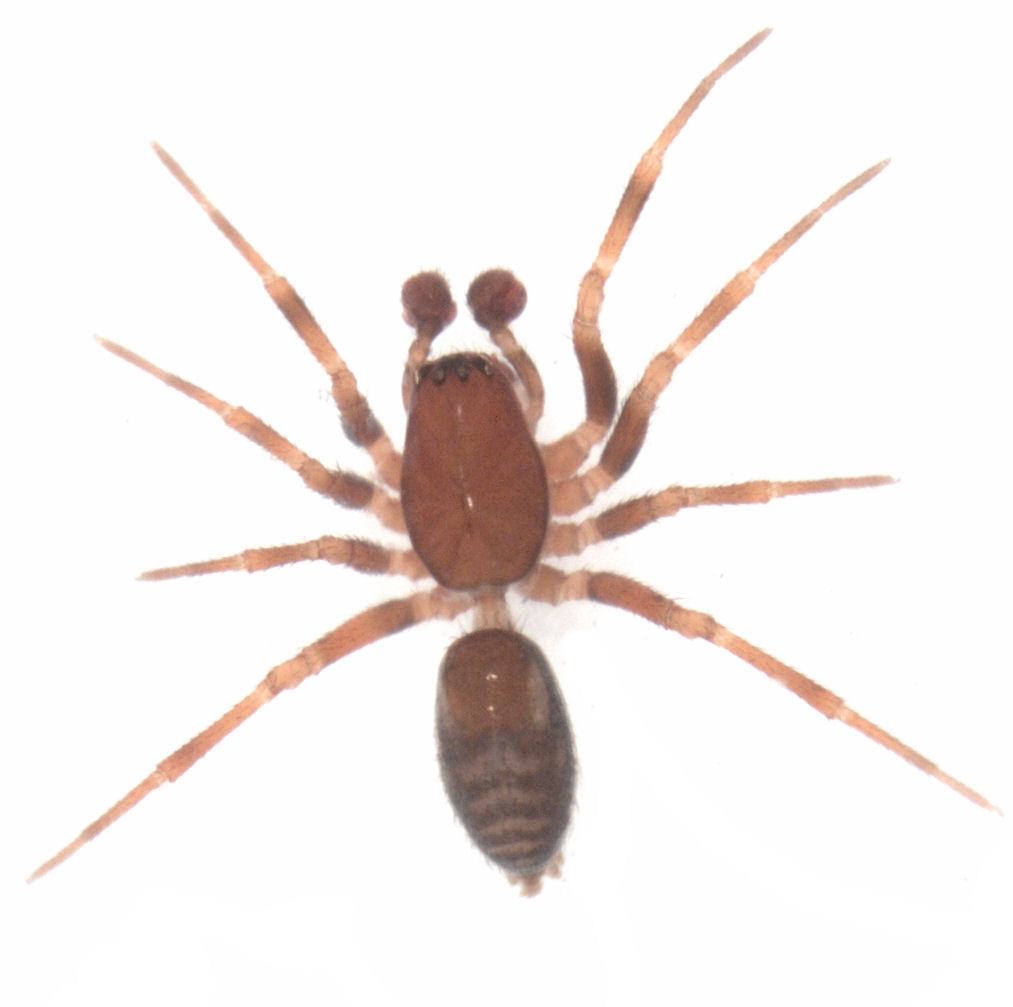
Uma Dunedinia.

Dunedinia é um gênero de aranhas da família Linyphiidae descrito em 1988.